# سقوط هواپیمای کی‌ال‌ام در بوشهر (۱۳۱۴)
 در ۲۴ تیر ۱۳۱۴ (۱۶ جولای ۱۹۳۵) یک هواپیمای داگلاس دی‌سی-۲ متعلق به شرکت کی‌ال‌ام با رجیستر PH-AKM که  از مبدا باتاویا، هند شرقی هلند (اندونزی کنونی) با چند توقف در مسیر به مقصد فرودگاه اسخیپول آمستردام پرواز می‌کرد مجبور به فرود اضطراری در فرودگاه بوشهر شد. یک روز بعد هواپیما پس از برخاستن دچار سانحه شد و دچار آتش‌سوزی شد.
هرچند این سانحه تلفات جانی نداشت اما این حادثه یکی از سه سانحه بزرگ پروازهای شرکت کی‌ال‌ام  در آن هفته بود که به «هفته سیاه» مشهور شد. در آن زمان این سوانح باعث شد که شرکت کی‌ال‌ام سه هواپیما را از دست بدهد و با کمبود خدمه مواجه شود.

## پرواز و سانحه
هواپیمای داگلاس دی‌سی-۲ با رجیستر PH-AKM (با نام: مارابو) که توسط شرکت هواپیمایی هلندی کی‌ال‌ام اداره می‌شد، در روز شنبه ۱۳ جولای ۱۹۳۵ از شهر باتاویا در هند شرقی هلند به سوی شهر آمستردام پرواز کرد. این هواپیما قرار بود پس از چند توقف در مدانگ، رنگون، جودپور و بغداد راهی آمستردام شود. اما به دلیل نامساعد بودن وضعیت جوی در شامگاه ۱۶ جولای ۱۹۳۵ اقدام به فرود اضطراری در بوشهر کرد. روز بعد (ساعت ۱۲:۳۰ به وقت گرینویچ) هواپیما در تاریکی بامداد برای ادامه سفر خود به مقصد بعدی در بغداد به پرواز درآمد.
در این زمان باند فرودگاه بوشهر یک باند بی‌کیفیت بود. به‌طوری که آن را یک زمین خاکی با پستی و بلندی توصیف کرده‌اند که با فانوس‌های ثابت روشن شده بود. به همین دلیل این فرودگاه به طور معمول توسط شرکت‌ کی‌ال‌ام انتخاب نمی‌شد.
هواپیما پس از طی ۳۰۰ متر با سرعت حدود ۱۲۰ کیلومتر در ساعت در چاله‌ای می‌افتد و در نتیجه آن سه متر به هوا پرتاب می‌شود. به گفته یکی از شاهدان عینی، هواپیما در این زمان سرعت کافی برای ماندن در هوا را داشت اما با این حال، به شدت به باند فرودگاه برخورد کرد. این ضربه باعث جمع‌شدن ارابه فرود سمت راست و آسیب‌دیدن قسمت‌هایی از بال از جمله مخزن سوخت شد. هواپیما که کمی به سمت راست متمایل شده بود متوقف شد. 
پس از این ضربه هواپیما دچار حریق شد. ممکن است این آتش‌سوزی به دلیل سوختی که به بیرون ریخته شده بود رخ داده باشد و یا این‌که به دلیل فشار معکوس موتور ایجاد شده باشد.
در این زمان مسافران و خدمه هواپیما توانستند بدون هیچ آسیبی هواپیما را ترک کنند اما از آن‌جا که خلبان موتورها را خاموش نکرده بود و شیر سوخت را نیز باز نبسته بود، بخش عقبی هواپیما به طور کامل در آتش سوخت و بیشتر چمدان‌ها و محموله‌های پستی از بین رفت.

## عواقب

### سوءتفاهم در تلگرام
از آنجایی که تلگراف در شهر بوشهر قطع بود، هوندونگ، خلبان هواپیما برای گزارش حادثه از ریشهر، شهری کوچکی در چند مایلی ساحل خلیج فارس، تلگرافی به هلند فرستاد. اینکه تلگرام از ریشهر آمده بود باعث سوء‌تفاهم در شرکت کی‌ال‌ام شد و شرکت فکر کرد که هواپیما در ساحل ریشهر فرود آمده است.

### بازگشت خدمه و مسافران
هواپیمای داگلاس دی‌سی-۲ با رجیستر PH-AKR و نام «ریتفینک»، به خلبانی کوئنه دیرک پارمنتیر، از فرودگاه اسخیپول پرواز کرد تا هوندوک و مسافران را سوار کرده و آنها را به آمستردام منتقل کند. پس از بازگشت ریتفینک به اسخیپول، استقبال گرمی از هواپیما شد. اما این هیجان دوامی نداشت. چرا که در آن لحظه اعلام شد که حادثه سقوط هواپیمای داگلاس دی‌سی-۲ در سان جاکومو رخ داده است.

### بازیابی پستی
مجموعاً ۲۵ کیلوگرم از ۱۱۶ کیلوگرم نامه‌ای که در هواپیما وجود داشت، نجات یافت. بخشی از این نامه‌ها توسط پست هلند (PTT) در پاکت‌های خدماتی با متن حکاکی شده تحویل داده شد. امروزه این پاکت‌ها برای مجموعه‌داران تمبر بسیار ارزشمند شده‌اند.

## هواپیما
هواپیمای داگلاس دی‌سی-۲ ساخت آمریکا با نام «مارابو» (PH-AKM) در ۲۲ آوریل ۱۹۳۵ توسط شرکت داگلاس به هواپیمایی کی‌ال‌ام تحویل داده شد و از نیویورک به شربور حمل شد. این هواپیما در ۱۰ مه ۱۹۳۵ به شربور رسید و چهار روز بعد، در ۱۴ مه، به آمستردام رسید. در ۴ مه ۱۹۳۵، این هواپیما در سیستم ثبت هوانوردی غیرنظامی هلند به ثبت رسید و هشتمین هواپیما از مجموع ۱۶ هواپیمای دی‌سی-۲ بود که شرکت کی‌ال‌ام در اختیار داشت. از تاریخ ۳۰ مه ۱۹۳۵، این هواپیما تنها یک پرواز بازگشتی به هند شرقی هلند انجام داده بود.

## سرنشینان
چهار خدمه و هشت مسافر در هواپیما بودند.  که خدمه‌ٔ پرواز به شرح زیر ثبت شده‌اند:

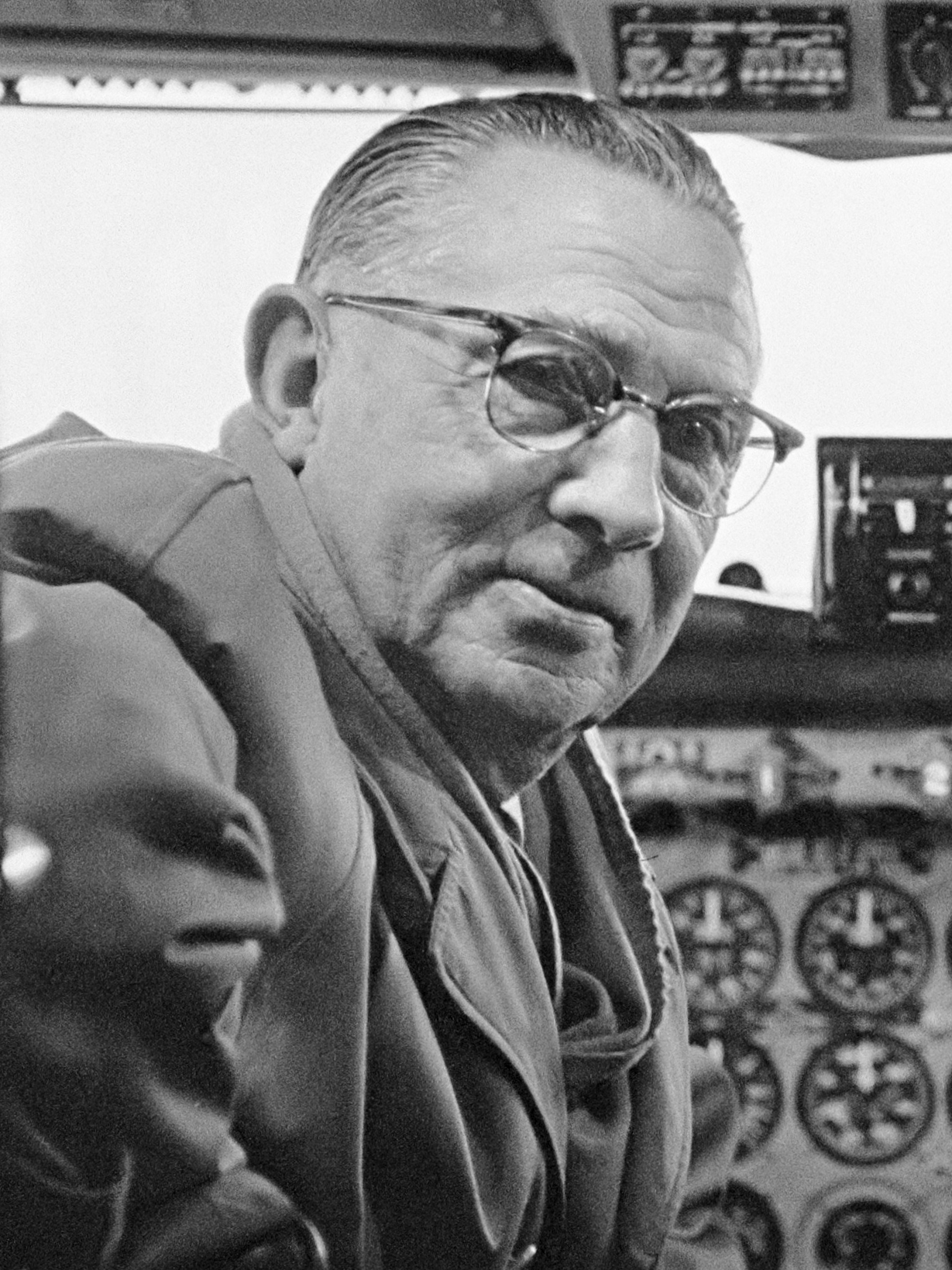
خلبان یان هوندو

- یان هوندو (به هلندی: Jan Hondong) (زادهٔ ۱۰ جولای ۱۸۹۳ – درگذشتهٔ ۱۴ ژوئن ۱۹۶۸) خلبان بود. او خلبان پرواز معروف با هواپیمای فوکر PH-AIS به اندونزی هلند در بازه زمانی ۱۵ تا ۲۹ دسامبر ۱۹۳۴ بود. این پرواز همچنین بنیان‌گذار شرکت West-Indisch Bedrijf بود.[۸] [الف]
- K.J. Freiherr von Rüpplin Keffikon خلبان دوم بود.
- M. Veenendaal مهندس پرواز بود.
- H.H. v.d. Smagt اپراتور رادیو بود.

## هفته سیاه و پیامدهای آن
این حادثه دومین حادثه از سه حادثه مهم هواپیمایی در یک هفته پس از سقوط هواپیمای «کویکستارت» (به هلندی: Kwikstaart) در آمستردام و پیش از سقوط هواپیمای «گای» (به هلندی: Gaai) در پیان سان جاکومو بود. هفته ۱۴ تا ۲۰ ژوئیه ۱۹۳۵ به عنوان «هفته سیاه» شناخته می‌شود. در این سه حادثه، شرکت KLM سه هواپیما را از دست داد و در دو حادثه، خدمه نیز جان خود را از دست دادند. در نتیجه، KLM با کمبود خدمه و هواپیما مواجه شود.

## تحقیقات
تحقیقات توسط سرویس مطالعاتی دولت هلند برای هوانوردی (Rijksstudiedienst voor de Luchtvaart) انجام شد و زیر نظر مرکز هوافضای سلطنتی هلند (Rijks-Studiedienst voor de Luchtvaart) و فان در هیدن (Rijksluchtvaartdienst) قرار داشت.
بلافاصله پس از رسیدن به فرودگاه اسخیپول، تمامی اعضای خدمه به‌طور رسمی مورد بازجویی قرار گرفتند. پس از آن، خدمه گزارش‌هایی را به مدیر کی‌ال‌ام، آلبرت پلسمن، ارائه دادند.
برخی از اظهارات اعضای خدمه با یکدیگر تفاوت داشت، به‌ویژه سرعت تخمینی هواپیما در زمان پرش. این سوال همچنان باقی است که آیا هواپیما سرعت کافی را داشت و بنابراین می‌توانست در هوا باقی بماند یا خیر.